# Komisja Obrony Narodowej (Senat)
Komisja Obrony Narodowej (wcześniej Komisja Obrony Narodowej i Bezpieczeństwa Publicznego) wchodzi w skład stałych komisji senackich. Przedmiotem działania komisji są: 
- obronność i bezpieczeństwo RP,
- polski przemysł zbrojeniowy,
- działalność i funkcjonowanie Sił Zbrojnych RP[potrzebny przypis].

Przed wyborami parlamentarnymi w 2005 roku Komisja Obrony Narodowej i Bezpieczeństwa Publicznego zajmowała się również sprawami:
- działalnością i funkcjonowaniem służb publicznych związanych z bezpieczeństwem publicznym,
- innymi sprawami związanymi z bezpieczeństwem publicznym[potrzebny przypis].

## Prezydium komisjiSenatu XI kadencji
- Mirosław Różański (TD) – przewodniczący,
- Wojciech Skurkiewicz (PiS) – zastępca przewodniczącego,
- Jerzy Wcisła (KO) – zastępca przewodniczącego[1].

## Prezydium komisjiSenatu X kadencji
- Jarosław Rusiecki (PiS) – przewodniczący,
- Krzysztof Brejza (KO) – zastępca przewodniczącego,
- Rafał Ślusarz (PiS) – zastępca przewodniczącego,
- Jerzy Wcisła (KO) – zastępca przewodniczącego[2].

## Prezydium komisjiSenatu IX kadencji
- Jarosław Rusiecki (PiS) – przewodniczący,
- Waldemar Kraska (PiS) – zastępca przewodniczącego,
- Robert Mamątow (PiS) – zastępca przewodniczącego,
- Rafał Ślusarz (PiS) – zastępca przewodniczącego,
- Jerzy Wcisła (PO-KO) – zastępca przewodniczącego[3].

## Senat VIII kadencji
Komisja Obrony Narodowej w Senacie VIII kadencji składa się z 13 senatorów (do 18 kwietnia 2013 z 14. Została ona powołana 17 listopada 2011 roku. Tego samego dnia wybrano przewodniczącego komisji (12 głosów za, 1 wstrzymał się). Do 2 lipca 2013 roku komisja odbyła 34 posiedzenia.

### Posiedzenia[5]
- w 2011 roku: 17 listopada, 29 listopada, 20 grudnia
- w 2012 roku: 19 stycznia, 8 lutego, 13 marca, 10 kwietnia, 11 kwietnia, 24 kwietnia (dwa posiedzenia), 8 maja (dwa posiedzenia), 9 maja, 18 maja, 24 maja, 29 maja, 13 czerwca, 24 lipca, 2 sierpnia, 26 września, 3 października, 16 października, 7 listopada, 27 listopada, 11 grudnia, 18 grudnia
- w 2013 roku: 3 stycznia, 29 stycznia, 6 marca, 19 marca, 16 maja, 4 czerwca,

### Skład[6]

#### Prezydium Komisji
- Maciej Tomasz Grubski (PO) – zastępca przewodniczącego od 29 listopada 2011
- Andrzej Owczarek (PO) – zastępca przewodniczącego od 29 listopada 2011

#### Pozostali członkowie
- Jarosław Duda (PO) od 17 listopada 2011
- Henryk Górski (PiS) od 17 listopada 2011
- Wiesław Kilian (PO) od 17 listopada 2011
- Bogdan Adam Klich (PO) od 17 listopada 2011
- Jarosław Wacław Lasecki (PO) od 17 listopada 2011
- Bogdan Marek Pęk (PiS) od 17 listopada 2011
- Sławomir Piotr Preiss (PO) od 17 listopada 2011
- Witold Jan Sitarz (PO) od 17 listopada 2011
- Józef Zając (PSL) od 17 listopada 2011
- Adam Michał Zdziebło (PO) od 17 listopada 2011

#### Byli członkowie
- Maciej Jan Klima (SP) od 17 listopada 2011 do 18 kwietnia 2013
- Władysław Zenon Ortyl (PiS) – przewodniczący od 17 listopada 2011 do 27 maja 2013 (mandat wygasł z powodu wyboru na marszałka województwa podkarpackiego)

## Prezydium komisjiSenatu VII kadencji
- Maciej Klima (PiS) – przewodniczący,
- Henryk Górski (PiS) – zastępca przewodniczącego,
- Maciej Grubski (PO) – zastępca przewodniczącego,
- Andrzej Owczarek (PO) – zastępca przewodniczącego,
- Andrzej Mazurkiewicz (PiS) – przewodniczący (do 21.03.2008),
- Stanisław Zając (PiS) – zastępca przewodniczącego (do 10.04.2010),
- Krzysztof Zaremba (PO) – zastępca przewodniczącego (do 14.05.2009)[7].

## Prezydium komisjiSenatu VI kadencji
- Franciszek Adamczyk (PO) – przewodniczący,
- Czesław Rybka (PiS) – zastępca przewodniczącego,
- Ludwik Zalewski (LPR)[8] – zastępca przewodniczącego[8].

## Prezydium komisjiSenatu V kadencji
- Wiesław Pietrzak (SLD-UP) – przewodniczący,
- Józef Dziemdziela (SLD-UP) – zastępca przewodniczącego,
- Lesław Podkański (PSL) – zastępca przewodniczącego[9].

## Prezydium komisjiSenatu IV kadencji
- Stefan Jurczak (AWS) – przewodniczący,
- Andrzej Ostoja-Owsiany (AWS) – zastępca przewodniczącego[10].

## Prezydium komisjiSenatu III kadencji
- Jerzy Adamski (SLD) – zastępca przewodniczącego[11].

## Prezydium komisjiSenatu II kadencji
- Zbigniew Komorowski (PSL) – przewodniczący,
- Jan Musiał (niez.) – zastępca przewodniczącego[12].

## Prezydium komisjiSenatu I kadencji
- Henryk Wilk (OKP) – przewodniczący[13].